# Cry (Yonne)
Cry ist eine französische Gemeinde mit 159 Einwohnern (Stand: 1. Januar 2022) im Département Yonne in der Region Bourgogne-Franche-Comté (vor 2016 Bourgogne) im Osten Frankreichs. Die Gemeinde gehört zum Arrondissement Avallon und zum Kanton Tonnerrois (bis 2015 Ancy-le-Franc). 

## Geografie
Cry liegt etwa 43 Kilometer ostsüdöstlich von Auxerre am Armançon. Umgeben wird Cry von den Nachbargemeinden Nuits im Norden und Nordwesten, Ravières im Norden, Asnières-en-Montagne im Osten und Nordosten sowie Perrigny-sur-Armançon im Süden und Südwesten.
Die Gemeinde liegt im Weinbaugebiet Bourgogne.

## Bevölkerungsentwicklung
| Jahr                      | 1962 | 1968 | 1975 | 1982 | 1990 | 1999 | 2006 | 2013 |
| ------------------------- | ---- | ---- | ---- | ---- | ---- | ---- | ---- | ---- |
| Einwohner                 | 233  | 220  | 232  | 215  | 181  | 170  | 179  | 178  |
| Quelle: Cassini und INSEE |      |      |      |      |      |      |      |      |

## Sehenswürdigkeiten
- Kirche Saint-Julien, Krypta Monument historique seit 1965
- Steinbrücke aus dem 15. Jahrhundert

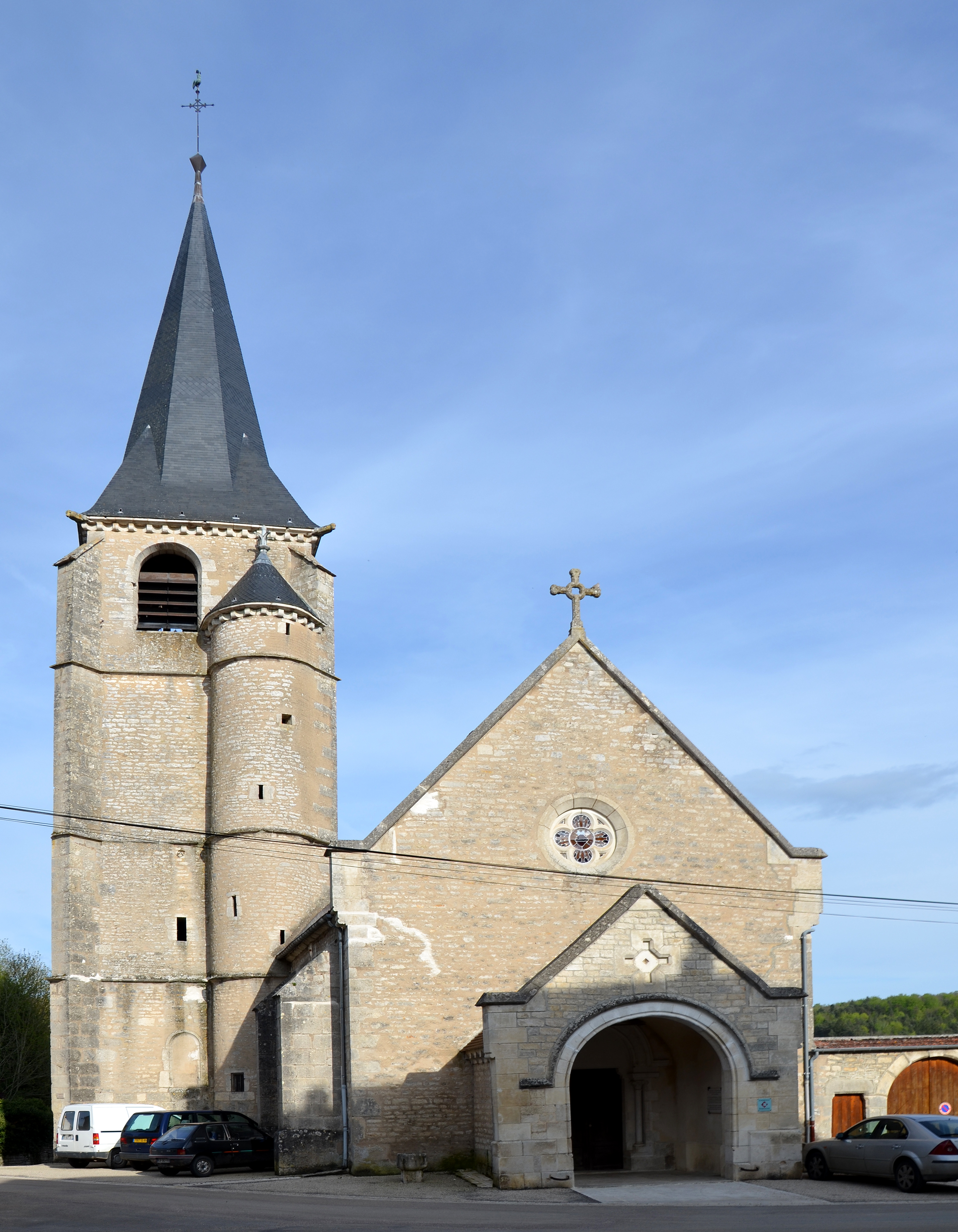
Kirche Saint-Cry
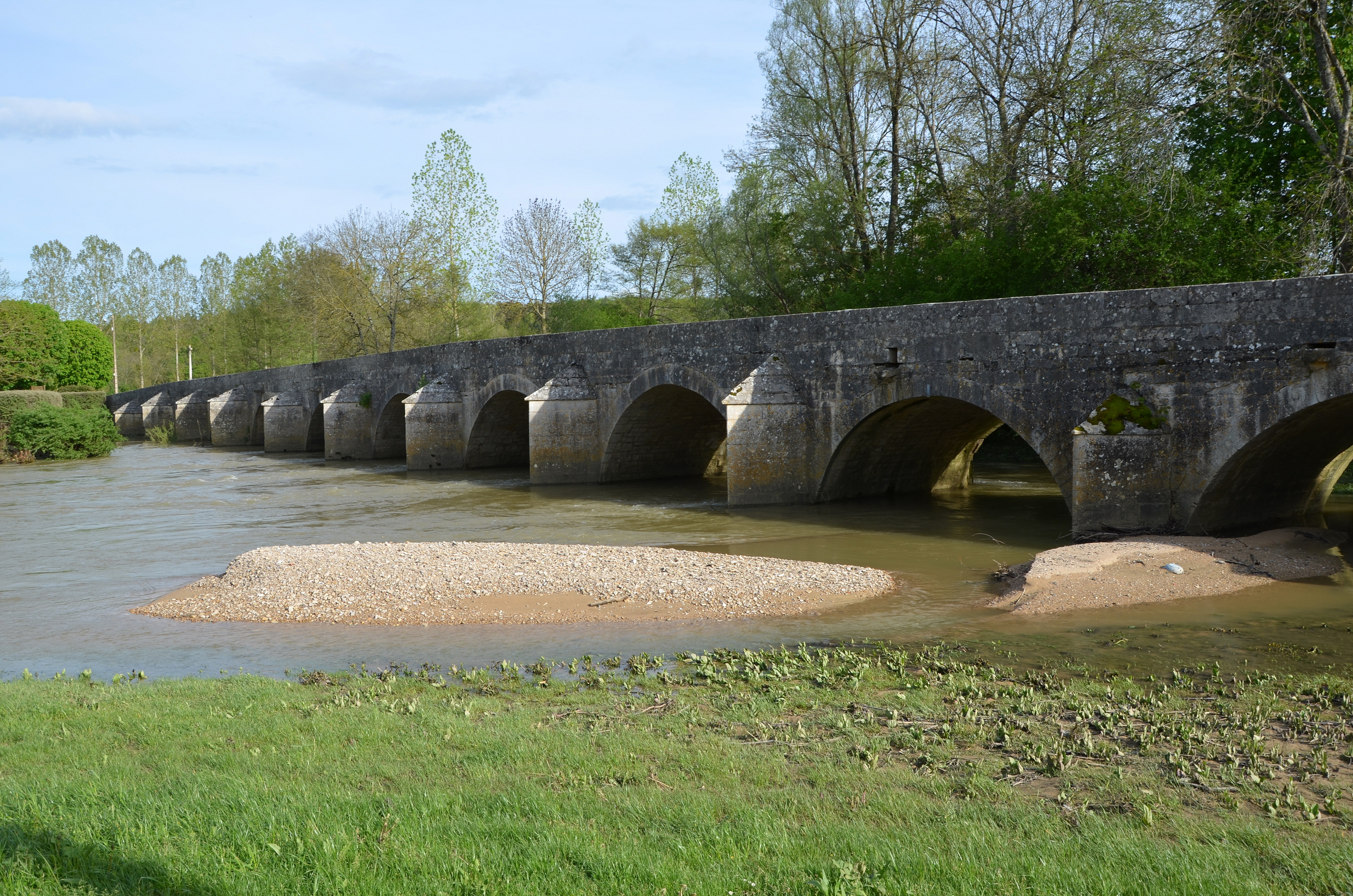
Steinbrücke